# دوغالد ستيوارت (سياسي كندي)
دوغالد ستيوارت هو سياسي كندي، ولد في 5 ديسمبر 1862 في Upper Musquodoboit, Nova Scotia ‏ في كندا، وتوفي في 7 نوفمبر 1932 في Bridgewater, Nova Scotia ‏ في كندا. نشط حزبياً في حزب كندا المحافظ. وقد انتخب عضو مجلس العموم الكندي.